# Jamal Itani
Jamal Itani (tiếng Ả Rập: الملف الشخصي) là doanh nhân, công chức và là người sở hữu Levent Holding. Ông là thị trưởng đương nhiệm của thành phố Beirut,
Liban. Trước khi là thị trưởng, ông được thủ tướng Rafic Hariri bổ nhiệm làm chủ tịch của hội đồng phát triển và tái thiết từ năm 2001 đến năm 2005. Từ năm 2005 đến năm 2009, ông tham gia vào việc phát triển và quản lý khu đô thị mới ở Amman, "dự án Abdali", cũng như là tổng giám đốc cho Solidere từ năm 2014 đến nay.
Itani tốt nghiệp kỹ sư xây dựng ở Đại học Geogretown và thạc sĩ kỹ thuật xây dựng Đại học Pennsylvania.